# Уштаган (Атырауская область)
Уштаган (каз. Ұштаған) — село в Курмангазинском районе Атырауской области Казахстана. Входит в состав Асанского сельского округа. Код КАТО — 234636400.

## Население
В 1999 году население села составляло 747 человек (377 мужчин и 370 женщин). По данным переписи 2009 года, в селе проживало 760 человек (377 мужчин и 383 женщины).